# 29 вересня
29 вересня — 272-й день року (273-й у високосні роки) в григоріанському календарі. До кінця року залишається 93 дні.

## Свята і пам'ятні дні

### Міжнародні
- Всесвітній день здоров'я сітківки ока.
- Всесвітній день серця (Проводиться за ініціативи Всесвітньої федерації серця та за підтримки Всесвітньої Організації Охорони Здоров'я з 2000 р.)
- День отоларинголога.
- День пам’яті трагедії Бабиного Яру.

### Національні
- Англія,  Ірландія: День архангела Михаїла
- Аргентина: День винахідника
- Бруней: День Конституції.
- Еквадор: День бабусі та дідуся.
- США: Національний день кави мокачино.

### Релігійні

#### Західне християнство
- Пам'ять архангелів Михаїла, Гавриїла і Рафаїла;
- Пам'ять святих Жана де Монмірай[en], Карла I Блаженного, Ріпсіме[en] та Теодоти Філіппопольської[en].

#### Східне християнство[1]
- Пам'ять преподобних Киріака Пустельника[en] та Теофана Милостивого;
- Пам'ять мучеників Дади, Гаведдая і Каздої.

## Іменини
✝  Католицькі: Гавриїл, Жан, Карл, Михаїл, Рафаїл, Ріпсіме, Теодота.
✙ Православні: Дада, Гаведдай, Каздоя, Киріак, Теофан.

## Події
- 1515 — підписано «вічний мир» між Францією та Швейцарією
- 1669 — Михаїл I коронований як Король Речі Посполитої.
- 1739 — за Белградським договором Російська імперія отримала від Османської імперії Азов і Запорожжя
- 1789 — Конгрес США проголосував за створення американської армії
- 1793 — в британському спортивному журналі вперше згадано про гру в теніс
- 1829 — після реорганізації лондонської поліції у Великій Британії засновано Скотленд-Ярд, офіційне поліцейське розслідувальне управління
- 1897 — у театрі «Олімпо», що в Буенос-Айресі, на прем'єрі вистави «Креольський суд» було вперше виконано танго
- 1922 — в Звенигородці на Черкащині під час інспірованого більшовицькими агентами «з'їзді» отаманів Холодного яру, було заарештовано більшість цих отаманів. Передчуваючи лихе, на цей «з'їзд» не прибули отамани Чорний Ворон, Ґонта та деякі інші
- 1926 — закрита й проголошена музеєм Києво-Печерська лавра
- 1938 — засуджено до страти українського письменника, бандуриста Гната Хоткевича
- 1941 — початок масових убивств у Бабиному Яру
- 1954 — засновано Європейську організацію з ядерних досліджень
- 2003 — росіяни почали будівництво дамби від берегів Таманського півострова до українського острова Тузла, подальший Конфлікт щодо острова Тузла

## Народились
Дивись також Категорія:Народились 29 вересня
- 1511 — Мігель Сервет, іспанський теолог-антитринітарій, лікар і науковець.
- 1518 — Якопо Тінторетто, італійський художник, представник пізнього венеціанського Відродження і маньєризму.
- 1547 — Мігель де Сервантес, іспанський новеліст, драматург і поет, класик світової літератури
- 1571 — Мікеланджело да Караваджо, італійський живописець періоду раннього бароко, засновник європейського реалістичного живопису XVII століття.
- 1703 — Франсуа Буше, французький художник і гравер доби рококо.
- 1747 — Юзеф Вибіцький, польський письменник і політик
- 1758 — Гораціо Нельсон, видатний британський флотоводець, віце-адмірал, барон.
- 1765 — Карл Людвіг Гардінг, німецький астроном, який відкрив астероїд Юнона
- 1795 — Кіндрат Рилєєв, російський поет і революціонер-декабрист, один із нечисленних російських український прихильників ідеї національного визволення України
- 1804 — Михайло Чайковський, польський та український політичний діяч, письменник
- 1810 — Елізабет Гаскелл, англійська письменниця вікторіанської епохи.
- 1844 — Осип Барвінський, український (галицький) письменник, греко-католицький священик
- 1845 — Іван Карпенко-Карий, драматург, один з корифеїв українського театру
- 1852 — Луї-Алексис Бернтрен, французький, турецький, іспанський віце-консул в Криму, письменник
- 1864 — Мігель де Унамуно, іспанський філософ, письменник, громадський діяч.
- 1866 — Михайло Грушевський, видатний український історик, політичний діяч, письменник, голова УЦР.
- 1872 — Осип Роздольський, теолог, класичний філолог і перекладач.
- 1899 — Ласло Біро, журналіст і винахідник сучасної кулькової ручки (1931).
- 1900 — Ернульф Тіґерстедт, шведсько-фінський поет, прозаїк, перекладач і журналіст.
- 1902 — Федір Бурлака, український радянський письменник, автор історичних повістей і романів.
- 1912 — Мікеланджело Антоніоні, італійський кінорежисер, лауреат «Оскара».
- 1913 — Стенлі Крамер, американський кінорежисер, продюсер
- 1916 — Наталка Кандиба, українська акторка, майстер літературного читання і дублювання.
- 1919 — Іван Хоменко, український поет, член Спілки письменників України (1962).
- 1923 — Петро Борис (с. Требухівці Бучацького району) — соліст хору «Бурлаки», кобзар.
- 1933 — Валентин Чернін, український картограф, кандидат географічних наук, доцент географічного факультету Київського університету ім. Т. Шевченка.
- 1939 — Луїза Ільницька, український бібліограф, бібліографознавець, книгознавець.
- 1943 — Лех Валенса, польський профспілковий діяч, засновник і глава профспілки, а потім партії «Солідарність», президент Польщі (1990-95 рр.), лауреат Нобелівської премії миру (1983).
- 1949 — Вайль Петро Львович, журналіст і письменник, головний редактор російської служби Радіо «Свобода».
- 1951 — Валерій Кривов, український радянський волейболіст, олімпійський чемпіон.
- 1956 — Олесь Янчук, український режисер, продюсер, сценарист, Народний артист України.
- 1958 — Анатолій Матвійчук, український співак, автор пісень української традиційної естради.
- 1959 — Віктор Гребенюк, український письменник, журналіст.
- 1969 — Олександр Істер, учитель-методист з математики, автор підручників і навчально-методичної літератури з математики
- 1976 — Андрій Шевченко, український футболіст
- 1981 — Віктор Поляков, український боксер.
- 1989 — Євген Коноплянка, український футболіст, гравець національної збірної України.
- 1993 — Олег Верняєв, український гімнаст, багаторазовий призер Чемпіонатів Європи, світу, Європейських ігор та Універсіад.
- 1995 — Руслан Драпалюк, український актор театру та дубляжу фільмів, композитор, музикант, автор та виконавець пісень.

## Померли
Дивись також Категорія:Померли 29 вересня
- 855 — Лотар I, спадкоємець і співправитель Людовика Благочестивого, франкський імператор (+ в Прюмському монастирі).
- 1406 — Кипріан (митрополит Київський), святитель, митрополит Київський і всієї Руси, письменник, редактор, перекладач і книжник.
- 1494 — Анджело Поліціано, італійський поет і вчений-гуманіст.
- 1530 — Андреа дель Сарто, італійський художник, представник флорентійської школи Високого Відродження.
- 1902 — Еміль Золя, французький романіст, критик та політичний активіст.
- 1909 — Сергій Шпойнаровський, український педагог, культурний діяч і перекладач на Буковині.
- 1910 — Вінслоу Гомер, засновник реалістичного живопису США (разом з художником Томасом Ікінсом).
- 1913 — Рудольф Дізель, німецький інженер, винахідник, створив двигун внутрішнього згоряння, названий на його честь — дизельний двигун.
- 1922 — Ян Антоневич-Болоз, польський історик, мистецтвознавець, літературознавець вірменського походження.
- 1923 — Вальтер Пенк, австрійський географ.
- 1927 — Віллем Ейнтговен, нідерландський фізіолог, основоположник електрокардіографії. Лауреат Нобелівської премії з фізіології і медицини.
- 1929 — Янніс Психаріс, грецький письменник та мовознавець.
- 1930 — Ілля Рєпін, визначний художник-реаліст українського походження.
- 1947 — Леон Фрап'є, французький письменник, драматург, критик і журналіст, представник реалізму.
- 1954 — Александре Абашелі, грузинський радянський поет, прозаїк, перекладач.
- 1968 — Микола Шрамченко, український живописець-реаліст та експресіоніст.
- 1973 — Вістен Г'ю Оден, англо-американський поет.
- 1976 — Карсон Маккалерс, американська письменниця.
- 1981 — Анна Броделе, латвійська письменниця лівого спрямування.
- 1988 — Григорій Зельдович, український редактор, кінокритик, Заслужений працівник культури України (1969).
- 1997 — Рой Ліхтенштейн, американський художник, представник поп-арту.
- 1999 — Андрій Хомин, колишній гравець київського «Динамо», триразовий чемпіон України, загинув того дня в автомобільній катастрофі біля Івано-Франківська.
- 2004 — Рогоза Борис Петрович, український прозаїк, публіцист.
- 2009 — Павло Попович, льотчик-космонавт № 4, перший український космонавт, двічі Герой Радянського Союзу.
- 2010 
  - Тоні Кертіс, американський актор.
  - Жорж Шарпак, французький фізик єврейського походження, родом із Волині.
- 2011 — Хелла Хаассе, нідерландська письменниця.